# Amator (film 1994)
Amator – amerykańsko-brytyjsko-francuski thriller z 1994 roku.

## Główne role
- Isabelle Huppert – Isabelle
- Martin Donovan – Thomas Ludens
- Elina Löwensohn – Sofia Ludens
- Damian Young – Edward
- Chuck Montgomery – Jan
- Dave Simonds – Kurt
- Pamela Stewart – Oficer Patsy Melville
- Terry Alexander – Frank, kucharz
- Holt McCallany – Usher
- Hugh Palmer – Warren

## Fabuła
Isabelle jest byłą zakonnicą, obecnie pisze powieść pornograficzną. W barze poznaje tajemniczego mężczyznę, Thomasa, który cierpi na amnezję. Kobieta zaprasza go do domu i próbuje mu pomóc rozwiązać jego tajemnicę. Przez sen wymawia imię Sofia. Niebawem okazuje się, że to imię jego żony, aktorki porno, która zleciła jego zabójstwo.